# ラウラ・ビクーニャ
ラウラ・ビクーニャ（Laura Vicuña  本名 : Laura del Cármen Vicuña Pino、1891年4月5日 - 1904年1月22日）は、アルゼンチンの少女、カトリック教会の福者。

## 生涯
ラウラは、軍人でチリの名門ビクーニャ家のホセ・ドミンゴ・ビクーニャと農民出身のメルセデスの長女としてチリ・サンティアゴで出まれた。しかし、父方の家族はメルセデスの結婚は認めずラウラの洗礼式には参列しなかった。数年後、革命が勃発、一家は首都から近郊の村に避難した。妹が誕生したが父が肺炎で急死し母は2人の娘を養育するため雑貨屋を開業した。しかし場所の治安が悪くラウラは妹ととも母に抱かれアンデス山脈を越え、アルゼンチンに移住した。母は牧場で働き牧場主のマヌエル・モーラと出会う。モーラは40代の独身男性でブエノスアイレスの資産家の息子であった。彼は使用人らを冷酷に扱い恐れられていたが、メルセデスは気に入られ家政婦として屋敷に働くことを許された。メルセデスは自分を丁重に扱うモーラに心を許し、内縁の妻となる。しかしラウラは快く思わなかった。1900年1月、ラウラはモーラの援助で妹とともに扶助者聖母会が経営する寄宿学校に入学、教師の修道女から信仰について学んだ。ラウラは「マリアの子供会」に入会し首に聖母マリアのメダル付の青いリボンをかけてもらい聖母マリアへの崇敬を高めた。
しかし、学校から帰郷したときにモーラから自分との結婚を迫られた。ラウラはそれを退けた。2人が険悪になったのが牧場で開かれた宴会のときであった。ラウラは泥酔したモーラから踊るように強要され、彼女は恐怖に感じそれを拒絶した。モーラは激怒しメルセデスにラウラの屋敷への出入り禁止を言い渡し学費支払いを停止した。そのことを知った学校側は彼女を特別給費生として受け入れ、ラウラは修道女らの手伝いと下級生の面倒を見た。ラウラは修道女になることを決意し扶助者聖母会への入会を志願した。しかし修道会は未成年であることと、母が愛人生活を送っているという理由で受理しなかった。ラウラは落胆したが以前、授業で宣教師が先住民に殺害された話を思い出し自分の命を引き換えとして母の改心を祈った。
その後、ラウラは結核に罹り、寄宿学校近くの小屋に住み母の看護を受けた。ラウラの容態は悪化し喀血と嘔吐を繰り返しラウラは母にモーラと別れるよう頼んだ。母は司祭を証人として立て娘の約束に応えた。1904年1月22日、12歳で死去した。1956年3月3日、遺骸はバイアブランカにある扶助者聖母会の聖堂に移された。ラウラの死去後、メルセデスは執拗に復縁を迫るモーラと決別した。教会はラウラの英雄的徳を認め、1955年に列福調査を開始し、1986年、尊者に、1988年9月3日、ローマ教皇ヨハネ・パウロ2世によって列福された。